# Tancrède de Rohan
 (septembre 2016).
Tancrède de Rohan (1630-1649) est le fils putatif d'Henri II de Rohan et de Marguerite de Béthune, mais il semble qu'il soit en réalité le fruit de la liaison de sa mère avec le duc de Candale.

## Biographie
Élevé secrètement en Hollande, il se vit contester son titre par la fille de Henri, Marguerite, duchesse de Rohan-Chabot, seule héritière de son père. Il le perdit par arrêt du parlement de Paris en 1646, malgré les efforts de la duchesse douairière, sa mère.
Il prit parti contre la Cour pendant la Fronde, et fut tué en 1649 dans une embuscade au milieu du bois de Vincennes au moment où, atteignant sa majorité, il allait se pourvoir contre le jugement qui lui ôtait son nom.
Le roman de Henri Martin, Minuit et Midi, écrit en 1832, fut republié en 1855 sous le titre Tancrède de Rohan.